# 閔海景 8
閔海景 8은 대한민국의 가수 민해경의 1989년 발매한 정규 8집이다. 강인원, 전영록, 이호준이 프로듀서로 참여한 앨범이며, 활동곡은 존대말을 써야 할 지 반말로 얘기해야 할 지, 약속은 바람처럼이다.

## 앨범의 특징
1집, 2집, 4집에 이은 전곡을 신곡으로 채운 앨범이다. (이후 12집이 같은 케이스로 자리매김한다.)
CD로 발매되는 BEST 2(1989년) 앨범을 8집의 전곡 (except 사랑이란 정말)으로 채웠다.

## 트랙 리스트
| #   | 제목                                               | 작사   | 작곡   | 편곡 | 재생 시간 |
| --- | -------------------------------------------------- | ------ | ------ | ---- | --------- |
| 1.  | 〈존대말을 써야 할 지 반말로 얘기해야 할 지〉      | 강인원 | 강인원 | 3:28 |           |
| 2.  | 〈창가에 흐르는 세월〉                             | 전영록 | 전영록 | 3:30 |           |
| 3.  | 〈하루 지나고 아침이 오면〉                        | 한석인 | 한석인 | 3:14 |           |
| 4.  | 〈떠나간다고 잊을 건가〉                           | 한석인 | 한석인 | 3:33 |           |
| 5.  | 〈사랑이란 정말〉                                  | 한정선 | 한정선 | 3:30 |           |
| 6.  | 〈약속은 바람처럼〉                                | 장대성 | 전영록 | 3:38 |           |
| 7.  | 〈내 말 좀 들어봐요 그대〉                         | 한석인 | 한석인 | 3:38 |           |
| 8.  | 〈그대를 사랑한다고 말할 순 없었지만〉             | 한석인 | 한석인 | 4:04 |           |
| 9.  | 〈말하지 않아도〉                                  | 한석인 | 한석인 | 3:53 |           |
| 10. | 〈경음악 (그대를 사랑한다고 말할 순 없었지만 II)〉 | 경음악 | 한석인 | 2:36 |           |

## 같이 보기
- 민해경 디스코그래피